# 61-й резервный корпус (вермахт)
61-й резервный корпус (нем. LXI. Reservekorps), сформирован 2 сентября 1942 года, 21 февраля 1944 года расформирован.

## Боевой путь корпуса
С октября 1942 по февраль 1944 — дислоцировался в Литве (в районе Вильнюса).

## Состав корпуса
В 1942—1944:
- 141-я резервная дивизия
- 151-я резервная дивизия